# Вирусная пневмония
Вирусная пневмония — пневмония, при которой причиной нарушения газообмена на уровне лёгочных альвеол является воспалительный процесс, вызываемый вирусом или являющийся следствием иммунной реакции организма на вирус. Чаще всего вызывается вирусами гриппа, респираторно-синцитиальным вирусом и человеческим метапневмовирусом. К вирусным пневмониям более предрасположены маленькие дети и пожилые люди.
Вирусная пневмония представляет собой инфекцию альвеол, из-за которой альвеолярное пространство закупоривается жидкостью, состоящей из экссудата, поражённых клеток и активированных макрофагов, что приводит к снижению газообмена, в частности, всасывание кислорода понижается, а углекислый газ начинает удерживаться в организме.
Лечение обычно поддерживающее, может включать в себя кислородную терапию, жидкостную терапию в случае необходимости, отдых для снижения потребления кислорода, а также лечение сопутствующих заболеваний и бактериальных осложнений. Бактериальные осложнения обычно вызываются золотистым стафилококком (Staphylococcus aureus), пневмококком (Streptococcus pneumoniae) и гемофильной палочкой (Haemophilus influenzae). Против отдельных вирусных инфекций существуют противовирусные средства, которые могут применяться для лечения и профилактики в группах риска.
В большинстве же случаев вирусная пневмония проходит в лёгкой форме, а улучшение наступает через 1—3 недели без какого-либо лечения. Однако бывают тяжёлые случаи, требующие госпитализации и механической вентиляции лёгких. К тяжёлым случаям предрасположены люди с ослабленной иммунной системой, включая недоношенных новорождённых, детей с нарушениями лёгких или сердца и людей с иммунодефицитами.

## Общие сведения
Вирусы — один из двух ведущих факторов, вызывающих пневмонию, другой — бактериальная инфекция; менее распространёнными факторами являются грибковая инфекция и паразиты.
Вирусная инфекция является наиболее частой причиной пневмонии у детей, тогда как взрослые чаще подвержены угрозе пневмонии, вызванной бактериальной инфекцией, либо имеющей смешанную вирусно-бактериальную природу.

## Симптомы
Симптомы вирусной пневмонии часто схожи с симптомами ОРВИ или гриппа и включают в себя лихорадку, непродуктивный кашель, насморк, и системные проявления (напр. миалгию, головную боль, озноб, одышку). Возможны также симптомы общей интоксикации организма — тошнота, рвота, диарея.
Симптомы вирусной и бактериальной пневмоний схожи, однако симптомы вирусной пневмонии могут быть более разнообразными. Свистящее дыхание чаще наблюдается при вирусных инфекциях. Ранние симптомы вирусной пневмонии могут включать в себя:
- головную боль,
- нарастание одышки,
- боль в мышцах,
- слабость,
- обострение кашля.

## Этиология
Самыми распространёнными причинами вирусной пневмонии являются:
- вирусы гриппа типов A и B;
- респираторно-синцитиальный вирус, наиболее частая причина вирусных пневмоний среди маленьких детей[2];
- вирусы парагриппа (у детей).

Также вирусная пневмония вызывается более редкими вирусами:
- аденовирусами;
- метапневмовирусом;
- коронавирусом SARS-CoV, вызывающим тяжёлый острый респираторный синдром;
- коронавирусом MERS-CoV, вызывающим ближневосточный респираторный синдром[9];
- коронавирусом SARS-CoV-2, вызывающим COVID-19[10].

Другие разновидности вирусов могут лишь в отдельных случаях вызывать пневмонию:
- вирус простого герпеса (HSV), чаще приводит к развитию пневмонии у новорождённых;
- вирус ветряной оспы;
- цитомегаловирус, чаще вызывает пневмонию у людей со сниженным иммунитетом;
- вирус кори[11];
- вирус краснухи;
- лихорадка денге[12].

## Патогенез
Вирусная пневмония возникает, когда вирус начинает размножаться в клетках лёгких. Произойти это может нескольким путями. Одни вирусы, к которым относятся вирусы гриппа и респираторно-синцитиальный вирус, могут вызвать пневмонию при прямом попадании в лёгкие на вдохе, другие распространяются на лёгкие контагиозным путём из верхних дыхательных путей, что происходит в случае кори. Возможно также гематогенное распространение, что наблюдается при цитомегаловирусной инфекции. В случае распространения инфекции из верхних дыхательных путей изначальная инфекция обычно возникает при заражении контактным или воздушно-капельным путём. При контактном пути заражения вирус попадает в носоглотку через занесение в неё контаминированных выделений больных людей. При воздушно-капельном пути распылённые в виде аэрозоли и содержащие вирус капельки вдыхаются через нос. Механизм распространения вируса на нижние дыхательные пути неизвестен, но, вероятно, происходит микроаспирация заражённого секрета или же происходит распространение через постепенное заражение соседних клеток.
В случае вирусной пневмонии ткани вокруг альвеол воспаляются (интерстициальное воспаление) с образованием инфильтратов в альвеолярных мешочках, которые в норме заполнены воздухом, в итоге повреждаются клетки реснитчатого эпителия. Инфекция распространяется, если местная иммунная система оказывается не способной побороть вирус. Это происходит, например, если нарушена работа мукоцилиарного клиренса или если против вируса нет иммунитета (отсутствует секреция специфических антител). В таких случаях вирус атакует эпителиальные клетки дыхательных путей и реплицируется в них, а каждое новое поколение вирусов инфицирует большое количество клеток, прекращая синтез важных белков и в конечном счёте приводя к смерти клеток-хозяев. Повреждения лёгких происходят в результате иммунного ответа организма на вторжение инфекции. Белые кровяные тельца, в особенности лимфоциты, отвечают за активацию разнообразных химических веществ (цитокинов), что вызывает скопление жидкости в альвеолах. Сочетание саморазрушения клеток и скопления жидкости в лёгких приводит к нарушениям в кислородном обмене и кислородному голоданию.
Кроме воздействия на бронхо-лёгочную систему, многие вирусы атакуют также другие органы и могут приводить к тяжёлым последствиям с нарушением различных функций организма. Вирусы также ослабляют иммунную защиту организма, вследствие чего он становится более подвержен бактериальной инфекции.
Присоединение бактериальной инфекции приводит к развитию бактериальной пневмонии на фоне первоначальной вирусной пневмонии и значительно утяжеляет течение заболевания.

## Клиническая картина
Клинически заболевание может выражаться в повышенной частоте дыхания и втяжении уступчивых мест в области грудины или межрёберных промежутков во время дыхания (ретракции). У младенцев во время тяжёлых случаев заболевания также возможны расширение носовых проходов во время дыхания, издавание звуков на выдохе и хорошо заметные ретракции. Грипп часто сопровождается лихорадкой и системными эффектами. Респираторно-синтициальная инфекция у малышей обычно сочетает в себе признаки вирусной пневмонии и бронхиолита, в случае чего клиническая картина дополняется свистящими звуками во время дыхания. Также вирусы, вызвавшие пневмонию, могут одновременно вызывать инфекцию верхних дыхательных путей, при этом треть случаев ринита осложняется средним отитом.

## Осложнения
К осложнениям относятся:
- присоединение бактериальных инфекций (например, S. pneumoniae, Staphylococcus aureus, H. influenzae и др.), бактериальная пневмония;
- плеврит;
- бронхообструктивный синдром;
- отёк лёгких;
- респираторный дистресс-синдром;
- различные внелёгочные осложнения.

## Факторы риска
В случае детей к факторам риска тяжёлого течения заболевания относятся ранний возраст, недоношенность, наличие уже существующих заболеваний лёгких, особенно бронхолёгочной дисплазии, или врождённого порока сердца, воздействие загрязнённого воздуха, например, из-за пассивного курения или отопления помещения дровами, посещение больничных учреждений, пребывание в детском саду или яслях, наличие большого количества братьев или сестёр, низкий социально-экономический статус семьи, а также рождение ближе к началу сезона респираторно-синтициальной инфекции. Несмотря на то что большинство детей заражаются распространёнными респираторными вирусами в течение первых лет жизни, лишь у немногих развивается пневмония, требующая медицинской помощи.

## Диагностика
Для отдельных вирусов нет какой-либо специфической клинической картины, лабораторных отличий, биомаркеров и рентгенографических особенностей. Диагноз обычно подтверждается методом ПЦР с обратной транскрипцией с анализом секрета из верхних или нижних дыхательных путей. Однако результаты должны интерпретироваться с осторожностью, с учётом клинической картины и эпидемиологической обстановки. Обнаружение вируса в верхних дыхательных путях не подразумевает обнаружение причины пневмонии, поскольку вирус может оказаться причиной инфекции верхних дыхательных путей. Также возможно одновременное заражение вирусной и бактериальной инфекцией. Обнаружить вирусы гриппа могут помочь экспресс-тесты, однако у них низкая чувствительность и они могут выдавать ложноположительные результаты, поэтому при подозрении на пневмонию, вызванную вирусами гриппа, необходимо произвести тестирование секрета нижних дыхательных путей методом ПЦР с обратной транскрипцией.
Диагноз вирусной пневмонии не может быть поставлен с уверенностью без рентгенологического исследования. При вирусных пневмониях могут обнаруживаться интерстициальные двусторонние инфильтраты, в то время как бактериальным свойственны долевые альвеолярные инфильтраты. Однако клинические признаки неспецифичны и могут пересекаться у вирусных и бактериальных инфекций, особенно в случае бактериально-вирусной коинфекции. У пожилых людей и у людей с нарушениями работы иммунитета могут быть атипичные проявления. На визуализации компьютерной томографии (КТ) при вирусной пневмонии чаще обнаруживаются инфильтраты по типу «матового стекла». Компьютерная томография может оказаться более точной в плане установки диагноза пневмонии и определении вызвавшего патогена, однако доказательств обоснованности использования КТ в массовой практике пока не хватает.
В случае быстрого развития заболевания у взрослых с повышенными уровнями лейкоцитов и нейтрофилов можно предположить бактериальную пневмонию, при вирусной пневмонии уровень лейкоцитов обычно в норме. Также при бактериальной пневмонии могут быть повышенными уровни C-реактивного белка, прокальцитонина и интерлейкина-6, однако эти же маркеры обнаруживаются и при вирусных инфекциях, поэтому точность подобной диагностики остаётся под вопросом.

## Лечение
Препаратов для лечения вирусной пневмонии, вызванной ТОРС (тяжёлый острый респираторный синдром, атипичная пневмония), аденовирусом, вирусом парагриппа, в настоящее время не существует. Возможны симптоматическое лечение и поддерживающее лечение.
При подозрении на вирусную пневмонию, вызванную вирусами гриппа, лечение должно начинаться как можно раньше, до лабораторного подтверждения. Выбор противовирусного средства осуществляется исходя из сезонной чувствительности. Римантадин и амантадин не рекомендуются, поскольку все сезонные вирусы нечувствительны к ингибиторам M2-каналов. В США разрешены к применению ингибиторы нейраминидазы осельтамивир, занамивир и внутривенный перамивир. При этом эффективность перамивира против вируса гриппа B в случае тяжёлого заболевания до конца не установлена.
В случае пневмонии, вызванной респираторно-синцитиальным вирусом, лечение поддерживающее. В США для детей разрешён рибавирин, но он также используется и у пациентов с нарушениями работы иммунной системы.
При пневмонии, вызванной цитомегаловирусом, может использоваться внутривенный ганцикловир. Эффективность валганцикловира пока не установлена. В случае вируса ветряной оспы может применяться ацикловир с высокой дозировкой, однако его применение должно начаться лишь после подтверждения диагноза, а длительность терапии должна составлять не менее 7 дней, применение же стероидов является спорным. Эффективность лечения пневмонии, вызванной вирусами простого герпеса, требуется установить в ходе рандомизированных контролируемых испытаний.
Физиотерапия грудной клетки и муколитики могли бы оказаться полезными, однако нет чёткого понимания, являются ли они эффективными при вирусной пневмонии.

## Профилактика
В случае гриппа эффективной профилактикой является вакцинация, которая показана группам риска. В общем случае для профилактики вирусной пневмонии рекомендуется исключить курение. Людям с ослабленной иммунной системой следует избегать скоплений людей, предупреждая посетителей с симптомами простуды о необходимости ношения медицинской маски и мытья рук.
Пероральная вакцина против аденовируса перестала выпускаться в 1999 году, но вакцинация возобновилась с 2011 года, что привело к снижению вспышек острого респираторного дистресс-синдрома среди военнослужащих, однако применение ограничено категорией военнослужащих.
После возможного заражения вирусом ветряной оспы для профилактики пневмонии рекомендована вакцинация.
В случае детей, каждый ребёнок заражается большинством респираторных вирусов, избежать инфекции невозможно, поэтому практические рекомендации сводятся к снижению риска заражения в периоды повышенного риска для предотвращения тяжёлых случаев инфекции и её осложнений. Профилактика РС-инфекции в группах риска возможна внутривенными иммуноглобулинами или мононуклеальными антителами в период высокого риска заболеваемости РС-инфекцией может снизить до половины случаев госпитализации.
В случае медицинских учреждений мерами профилактики распространения внутрибольничных инфекций является мытьё рук, контактная изоляция, а также когортное группирование пациентов.